# Ouwe Niek & Zwartbaard
Ouwe Niek & Zwartbaard is een stripreeks geschreven en getekend door Marcel Remacle en is voornamelijk uitgegeven door Dupuis en Het Volk. Het Franse blad Spirou bracht de strip voor het eerst als kort verhaal in 1956, het Nederlandstalige blad Robbedoes volgde kort daarna ook met korte publicaties. De strip werd vertaald in verschillende talen en was onder andere succesvol in Duitsland.
Oorspronkelijk heette de strip Ouwe Niek. De piraat Zwartbaard, die even gemeen is als hij dom is, maakte zijn opwachting in het vierde album en werd de echte vedette van deze reeks. In de delen 4 t/m 19 komen Ouwe Niek en Zwartbaard met elkaar in aanvaring en wordt met het verloop van de strips duidelijk dat de twee echte tegenpolen zijn. Daarna verschijnt er een nieuwe reeks albums van 20 t/m 26, waarin hun reeks vervolgd wordt met korte verhalen en enkele langgevulde albums. De verhalen gaan over het kapersbestaan van de twee, waarin komische situaties niet uitblijven.

## Verschenen albums
1. De Piraten Komen - 1e druk (1960), 2e druk (1982)
2. Onder de Kapersvlag - 1e druk (1960), 2e druk (1982)
3. De Citroeneters - 1e druk (1961), 2e druk (1983)
4. Het Eiland van de open Hand - 1e druk (1962), 2e druk (1983)
5. De Muiters van de Blijdschap - 1e druk (1962), 2e druk (1983)
6. In de Muil van de Draak - 1e druk (1963), 2e druk (1984)
7. In de Handen van de Moedelozen - 1e druk (1964), 2e druk (1984)
8. Zijn Majesteit Rebelleert - 1e druk (1964), 2e druk (1984)
9. Het Goud van de El Terrible - 1e druk (1965), 2e druk (1985)
10. Het Spookschip - 1e druk (1967), 2e druk (1985)
11. De Boekaniers - 1e druk (1967), 2e druk (1986)
12. Zwartbaard en de Indianen - 1e druk (1968)
13. De wederwaardigheden van Zwartbaard - 1e druk (1969)
14. In Dienst van de Koning - 1e druk (1969)
15. Zwartbaard als Waard - 1e druk (1971)
16. De verovering van Caljo - 1e druk (1972)
17. Zwartbaard Verliest - 1e druk (1973)
18. In Vlammende Woede - 1e druk (1974)
19. In de Greep van Lucifer - 1e druk (1975)
20. De Nieuwe Avonturen van Zwartbaard (1976)
21. Prinses en Piraat (1977)
22. Onder zeil (1979)
23. Zwartbaard tegen Hercules en Co (1981)
24. De Vreemde Plaag (1982)
25. Zwartbaard Breekt uit (1983)
26. Het Rode eiland (1985)